# Sai cosa faceva Stalin alle donne?
Sai cosa faceva Stalin alle donne? es una película italiana dirigida en 1969 por Maurizio Liverani.
Después de años de actividad como crítico cinematográfico, Maurizio Liverani, un exmilitante comunista, escribe una comedia y la adapta a la pantalla, sirviéndose de un guion ágil y divertido. El tema narrativo predominante es la figura de Stalin y su mito, y la película se convierte en una apología satírica, rica en ingeniosas invenciones estilísticas.[cita requerida]

## Sinopsis
Aldo y Benedetto, intelectuales comunistas, llegan Roma donde encuentran la protección de un importante político de izquierdas. Aldo es políticamente activo, mientras que Benedetto ha elegido el comunismo solamente por razones de estética. Convencido de que se parece a Stalin le imita en todos sus gestos. Una vez que el mito de Stalin se derrumba, Aldo marcha voluntario a Vietnam. Mientras que Benedetto, no encontrando otros personajes que imitar, se identifica con Hồ Chí Minh, el líder norvietnamita.